# Nguyễn Mạnh Liên
Nguyễn Mạnh Liên (1930-2011) là một Giáo sư, Tiến sĩ khoa học thuộc ngành y quân đội. Ông được tặng danh hiệu Nhà giáo Nhân dân.

## Tiểu sử
Nguyễn Mạnh Liên sinh năm 1930 tại xã Tiên Điền, huyện Nghi Xuân,tỉnh Hà Tĩnh.
- 1936 -1942: Học Tiểu học tại Ninh Bình.

- 1942 - 1946: Học trường Trung học Đỗ Hữu Vị.

- 1946 - 1949: Học trường Trung học kháng chiến khu III, đóng tại Yên Mô, Ninh Bình (sau chuyển về Thanh Hóa).

- 1949 - 1950: Học Toán đại cương ở Nam Đàn, Nghệ An. Trường do Giáo sư Nguyễn Thúc Hào là Hiệu trưởng.

- 1950 - 1957: Học Đại học Y. Sau Chiến thắng Điện Biên Phủ, trường Đại học Y khoa chuyển từ Việt Bắc về Hà Nội. Lớp sinh viên Y khoa niên khóa 1950 (Y50) của Nguyễn Mạnh Liên tiếp tục học những chương trình đại học còn dang dở trong kháng chiến. Ngoại trừ những người được cử đi học nước ngoài, còn những sinh viên khác hoàn thành năm cuối và làm luận văn tốt nghiệp bác sĩ. Những tháng đầu đơn vị quân đội chưa có quân y sĩ thay thế nên chỉ có một nửa số sinh viên được tựu trường.[1]

- 1951 - 1954: Ông làm Chủ nhiệm Quân y Trung đoàn 77, tham gia Chiến dịch Điện Biên Phủ.

- 1957 - 1961: Chương trình đại học năm cuối của sinh viên Y50 là vừa học thực hành ở Bệnh viện được phân công, vừa lên giảng đường Đại học Y khoa tiếp tục chương trình còn dang dở. Cuối năm 1957, dưới sự hướng dẫn của GS Đặng Văn Chung, ông bảo vệ đạt loại ưu tại Hội đồng chấm luận văn tốt nghiệp bác sĩ trường Đại học Y khoa Hà Nội.
- Đầu năm 1958, những sinh viên Y50 tốt nghiệp bác sĩ đã được cử đi công tác ở các đơn vị, tổ chức khác nhau trên cả nước. Nguyễn Mạnh Liên được phân công phụ trách Bệnh viện của Quân y Sư đoàn 338, đóng tại địa phận tỉnh Hòa Bình, có khoảng 150 giường bệnh. Ngoài thương bệnh binh còn thu nhận thêm các bệnh nhân là nhân dân địa phương trong vùng.[1]

- 1961 - 1964: Ông đi thực tập sinh tại Liên Xô.

- 1971 - 1974: Ông làm luận án Tiến sĩ tại Học viện Quân y Kirov, thành phố Leningrad, Liên Xô.

- 1985 - 1987: Ông làm luận án Tiến sĩ khoa học tại Học viện Quân y Kirov, thành phố Leningrad, Liên Xô.

- 1991 - 2001: Ông làm Chủ nhiệm Bộ môn Vệ sinh quân đội, Học viện Quân y, Bộ Quốc phòng, kiêm Chủ nhiệm Bộ môn Y học Môi trường và Lao động, Trung tâm Đào tạo và Bồi dưỡng Cán bộ Y tế thành phố Hồ Chí Minh (từ 1994).

- Ông được phong Phó Giáo sư năm 1984, Giáo sư năm 1991; được tặng danh hiệu Nhà giáo Nhân dân.

- Ông mất tại thành phố Hồ Chí Minh vào tháng 8-2011.[1]